# 鹿亭乡
鹿亭乡，是中国浙江省宁波市余姚市下属的一个乡，位于余姚市东南部四明山山区，东接宁波市区。鹿亭乡总面积70.45平方公里，下辖12个行政村，常住人口2万左右。

## 行政区划
下辖以下地区：
中村、李家塔村、石潭村、白鹿村、上庄村、沿夹岙村、高山村、高岩村、晓云村、龙溪村、中姚村和东岗村。

## 中国传统村落
中村获评“中国传统村落”。